# Gajusz Acyliusz
Gajusz Acyliusz, łac. Caius Acilius (II w. p.n.e.) – rzymski historyk, zaliczany do annalistów starszych.
Był senatorem pochodzącym z rodu plebejskiego, występującego niekiedy w źródłach z przydomkiem Glabrio. Być może łączyło go pokrewieństwo z Maniuszem Acyliuszem Glabriuszem. Zaliczał się do miłośników kultury greckiej w ówczesnym Rzymie. W 155 roku p.n.e. wprowadzał do senatu poselstwo ateńskich filozofów, złożone z akademika Karneadesa, perypatetyka Kritolaosa i stoika Diogenesa, któremu służył także za tłumacza. 
Napisał po grecku historię Rzymu. Jak podaje Tytus Liwiusz, wydarzenia od czasów najdawniejszych do sobie współczesnych przedstawiał w układzie annalistycznym, a opublikował swoją pracę w 142 lub 141 roku p.n.e. W późniejszych latach została przełożona na łacinę przed członka rodu Kladiuszów, często identyfikowanego z annalistą Kwintusem Klaudiuszem Kwadrygiuszem, który w swoich rocznikach wykorzystał dzieło poprzednika jako źródło informacji lub też częściowo przerobił i włączył do swojej pracy. 
Opis dziejów Rzymu autorstwa Gajusza Acyliusza nie zachował się, przetrwało z niego tylko kilka fragmentów, które przywoływali w swoich pismach Cyceron, Dionizjusz z Halikarnasu, Liwiusz, Plutarch i Strabon. Najpóźniejsza spośród zachowanych informacji dotyczy roku 184 p.n.e., spośród pozostałych wynika, że Acyliusz przytaczał wiadomości dotyczące kultu religijnego (informacje o luperkaliach), anegdoty (opis spotkania i rozmowy między Scypionem Afrykańskim a pokonanym Hannibalem) i umoralniające opowieści (o wierności Regulusa). Ponadto wykazywał zainteresowanie początkami miast w Italii, założenie Rzymu wiązał z greckimi kolonistami. Przypuszczalnie czasy sobie współczesne i II wojnę punicką przedstawił w sposób obszerny. Jego praca jest wiązana ze wzorami aleksandryjskiej historiografii hellenistycznej. Gajusza Acyliusza zalicza się go do grupy annalistów starszych.
Zachowane fragmenty zostały wydane drukiem w Historicorum Romanorum reliquiae Hermanna Petera, Die Fragmente der griechischen Historiker Felixa Jacoby’ego, L’annalistique romaine Martine Chassignet oraz Die frühen römischen Historiker Hansa Becka i Uwe Waltera.